# Ассампшен (остров)
Ассампшен (англ. Assumption Island) — коралловый остров в составе группы островов Альдабра Внешних Сейшельских островов. Расположен в 28-ми км к югу от атолла Альдабра. Площадь острова составляет 11,07 км². На его западной стороне находится небольшое поселение (7 чел.) с пляжами на берегу. Две большие песчаные дюны занимают видное место на юго-востоке острова, высота одной из них 32 метра.
Вследствие бесконтрольной добычи гуано, которая продолжалась вплоть до 1983 года, на острове доминируют голые скалы и пещеры, редко покрытые бедной растительностью.
На острове водится эндемичный подвид ящерицы рода фельзум сейшельского дневного геккона — Phelsuma abbotti sumptio.
На юге расположены плантации кокосовой пальмы. На Ассампшене существует взлётная полоса.